# Чемпионат мира по экидену 1998
Четвёртый чемпионат мира по экидену (эстафетному бегу по шоссе) прошёл 18 и 19 апреля 1998 года в городе Манаус, центре бразильского штата Амазонас. Турнир был проведён в последний раз в своей короткой истории. В соревнованиях в составе команд приняли участие 222 спортсмена из 28 стран мира. Были разыграны два комплекта медалей (среди мужчин и женщин).
Каждая сборная состояла из 6 участников, которые поочерёдно преодолевали этапы, в сумме составлявшие 42 км 195 м (длину классического марафона): 5 км, 10 км, 5 км, 10 км, 5 км, 7,195 км. Вместо эстафетной палочки использовалась повязка на запястье. Всего на старт вышли 25 мужских и 12 женских команд.

## Итоги соревнований
Соревнования прошли на трассе длиной 2,5 километра, проложенной вдоль реки Риу-Негру.
Серьёзное влияние на ход борьбы оказал экваториальный климат Манауса. Во время женского забега температура воздуха достигала +34 градусов в тени, относительная влажность воздуха приближалась к 100 процентам. Уже на первом этапе (5 км) россиянка Елена Моталова оказалась на грани схода с дистанции, финишировавшая в предобморочном состоянии. Она передала эстафету последней с отставанием от лидеров в 3 с половиной минуты. На первом месте бежали спортсменки из Кении, за которую отлично стартовала Жаклин Маранга, заработавшая 19 секунд отрыва. Однако на втором этапе следующей жертвой жары стала Джейн Оморо, растерявшая преимущество и пропустившая вперёд Гете Вами из Эфиопии. Именно это событие стало решающим в судьбе чемпионства: на оставшихся четырёх этапах Кения не смогла догнать лидера и заняла второе место, проиграв 34 секунды (при этом на втором этапе Оморо уступила эфиопке 59 секунд). В борьбе за бронзу Румыния опередила Японию и третий год подряд поднялась на пьедестал.
На следующий день к моменту старта мужчин погода стала несколько комфортнее. Прошёл небольшой дождь, температура опустилась до +28 градусов, влажность воздуха — до 85 процентов. Основными претендентами на победу, как и у женщин, были Кения и Эфиопия, и вновь определяющим стал второй этап. Кениец Пол Коэч был значительно быстрее остальных соперников, заработав для команды 49-секундное преимущество. После успешно проведённых третьего и четвёртого отрезков исход борьбы стал очевиден. Кения опередила Эфиопию на две с половиной минуты и в третий раз из четырёх возможных выиграла чемпионат мира. Бронзовую медаль перед родными зрителями завоевали бразильские бегуны.

## Призёры

### Мужчины
| Дисциплина | Золото                                                                                     | Золото  | Серебро                                                                                             | Серебро | Бронза | Бронза  |
| ---------- | ------------------------------------------------------------------------------------------ | ------- | --------------------------------------------------------------------------------------------------- | ------- | --- | ------- |
| Экиден     | Кения · Джон Кибовен · Пол Коэч · Бенджамин Лимо · Томас Нярики · Джон Косгеи · Пол Косгеи | 2:01.13 | Эфиопия · Миллион Волде · Айеле Мезгебу · Берхану Алдане · Тесфайе Тола · Фита Байиса · Алене Эмере | 2:03.47 | Бразилия · Эленилсон да Силва · Томикс да Коста · Роналдо да Коста · Даниэль Феррейра · Леонардо Гедес · Сержио да Силва | 2:04.50 |

### Женщины
| Дисциплина | Золото                                                                                             | Золото  | Серебро                                                                                          | Серебро | Бронза | Бронза  |
| ---------- | -------------------------------------------------------------------------------------------------- | ------- | ------------------------------------------------------------------------------------------------ | ------- | --- | ------- |
| Экиден     | Эфиопия · Еменашу Тайе · Гете Вами · Генет Гебрегиоргис · Аша Гиги · Айелех Ворку · Мерима Денбоба | 2:21.15 | Кения · Жаклин Маранга · Джейн Оморо · Леа Малот · Сьюзан Чепкемеи · Наоми Муго · Салли Барсосио | 2:21.49 | Румыния · Стела Олтяну · Алина Текуцэ · Марьяна Кирилэ · Кристина Помаку · Константина Дицэ · Луминица Гогырля | 2:24.13 |

## Лучшие результаты на этапах
Следующие спортсмены показали лучшие результаты на каждом из этапов.
| Этап | Длина    | Мужчины                 | Время | Женщины                      | Время |
| ---- | -------- | ----------------------- | ----- | ---------------------------- | ----- |
| 1    | 5 км     | Миллион Волде (Эфиопия) | 13.44 | Жаклин Маранга (Кения)       | 15.39 |
| 2    | 10 км    | Пол Коэч (Кения)        | 28.40 | Гете Вами (Эфиопия)          | 33.07 |
| 3    | 5 км     | Бенджамин Лимо (Кения)  | 14.04 | Генет Гебрегиоргис (Эфиопия) | 16.18 |
| 4    | 10 км    | Томас Нярики (Кения)    | 29.33 | Алла Жиляева (Россия)        | 34.10 |
| 5    | 5 км     | Фита Байиса (Эфиопия)   | 14.16 | Айелех Ворку (Эфиопия)       | 16.18 |
| 6    | 7,195 км | Пол Косгеи (Кения)      | 20.44 | Салли Барсосио (Кения)       | 24.29 |